# غادة الصحراء (فلم)
غادة الصحراء بالإنجليزية:ghadat alsahra' Belle of Desert Or )، فيلم سينمائي درامي صامت مصري، إنتاج 1929 إخراج و تأليف: وداد عرفي تمثيَل: آسيا داغر، وداد عرفي، صبرى فريد، ماري كويني، عبد السلام النابلسي، هند يونس .

## قصة الفيلم
يتعلق شيخ إحدى القبائل (صبري فريد) بالفتاة سلمى (آسيا داغر) وفتاة من إحدى القبائل البدوية، ومخطوبة لابن عمها على بن زيد (وداد عرفي) فيخطفها شيخ القبيلة ويتزوجها بالإكراه وتنجب منه طفلاً، بعد زمن تهرب سلمى بطفلها بمساعدة الخادم سليمان (جوسوانسون) الذي تتضح نواياه الخبيثة عندما يحاول الاعتداء عليها، تتخلص سلمى من شره بقتله وتواصل الهرب قاصدة ديار قبيلتها فيلقاها خطيبها السابق على بن زيد ويشن المعارك مع قبيلة الشيخ الذي اختطفها، ياتى الأخير مع رجاله ليسترد سلمى وينتهى الأمر بهزيمة الآثم واعترافه بخطيئته.

## فريق العمل
- إخراج: وداد عرفي
- تأليف: وداد عرفي
- تمثيل:
  - آسيا داغر ... (سلمى)
  - وداد عرفي ... (علي بن زيد)
  - عبد السلام النابلسي ... (الأمير عبد الله)
  - صبري فريد ... (شيخ القبيلة)
  - ماري كويني ... (بثينة): وهو أول فيلم تمثله ماري كويني، بترشيح من المخرج وداد عرفي.[1]
  - فريد خيري ... '
  - هند يونس ... (ليلى)
  - جوسوانسون ... سليمان. الخادم الخائن

## عرضه خارج مصر
عرض الفيلم في معرض الصناعات الوطنية بدمشق عام 1929.

## روابط خارجية
- مقالات تستعمل روابط فنية بلا صلة مع ويكي بيانات
- صفحة الفيلم على موقع السينما
- صفحة الفيلم على قاعدة بيانات الأفلام على الإنترنت